# Cyathophorum
Cyathophorum là một chi rêu trong họ Hookeriaceae.